# Río Paranaíba
El río Paranaíba es un río que discurre, en sentido este-oeste, por el centro-sur de Brasil y que constituye la frontera natural entre los estados de Goiás (por el sur), Minas Gerais (por el oeste) y Mato Grosso do Sul (por el este), así como de las regiones Sudeste y Centro-Oeste. Nace a 1148 m de altitud, al norte de la serra (sierra) da Canastra, en la serra de Mata da Corda, perteneciente a Minas Gerais, y tiene una longitud total de 1193 km. Se puede dividir en tres tramos: el alto Paranaíba, que va desde su nacimiento hasta el kilómetro 370; el Paranaíba medio, desde ese último punto hasta el embalse de Cachoeira Dourada (Catarata Dorada); y el bajo Paranaíba, desde aquella hasta su confluencia con el río Grande para, juntos, formar el Paraná.
En el curso medio recibe afluentes llegados del Centro-Oeste (ríos São Marcos y Corumbá) y recorre cerca de 125 km por valles estrechos y encajados de márgenes escarpadas. Este tramo discurre por terrenos pertenecientes al periodo precámbrico y corresponde a la parte del territorio brasileño que destaca por su riqueza diamantífera, tanto en el lado mineiro (de Minas Gerais) como en el lado goiano (de Goiás).
Al penetrar el río en la meseta basáltica, comienzan a surgir los aspectos que caracterizan la mayor parte del curso del Paraná en territorio brasileño, como son la existencia de grandes desniveles en mesetas escalonadas, lo que justifica que los cursos de agua presenten largos trechos tranquilos, interrumpidos por peldaños que conforman saltos o cascadas. El bajo Paranaíba tiene un trecho muy tranquilo con pendiente, y atraviesa un valle amplio hacia donde fluyen sus afluentes goianos, los ríos Meia Ponte y dos Bois. El Paranaíba señala el límite natural de los estados de Goiás y Minas Gerais en la zona del Triângulo Mineiro, y el de Minas Gerais y Mato Grosso do Sul, que, además, es el único tramo navegable durante 120 kilómetros.
- Datos: Q776155
- Multimedia: Paranaíba River / Q776155